# Europese kampioenschappen schaatsen sprint
De Europese kampioenschappen schaatsen sprint voor mannen en vrouwen vormen samen een evenement, dat sinds het seizoen 2017/2018 door de Internationale Schaatsunie (ISU) tweejaarlijks wordt georganiseerd in de maand januari. In het seizoen er voor en er na wordt er een EK afstanden voor mannen en vrouwen georganiseerd.

## Ontstaan
Op het ISU-congres in Dublin werd op 12 juni 2014 met grote meerderheid besloten om vanaf seizoen 2016/2017 voor zowel de mannen als de vrouwen een kleine vierkamp te rijden, waarbij de 1000 meter in de plaats van de langste afstand kwam. Ook titels op de onderdelen massastart en ploegenachtervolging werden toegevoegd aan het programma. Dit besluit werd op 8 juni 2016 in Dubrovnik teruggedraaid voordat het daadwerkelijk in was gegaan. De Europese kampioenschappen schaatsen bestaan vanaf het seizoen 2016/2017 om en om uit een allround/sprinttoernooi en een afstandentoernooi. In het seizoen voor en na de Olympische Spelen (oneven jaren) vindt er een gecombineerd EK allround en sprint plaats, en in de even jaren de EK afstanden met de vier traditionele korste afstanden aangevuld met de massastart, ploegenachtervolging en teamsprint op het programma.
Voor de niet-Europese landen worden de Viercontinentenkampioenschappen schaatsen georganiseerd.